# Теребищенская волость

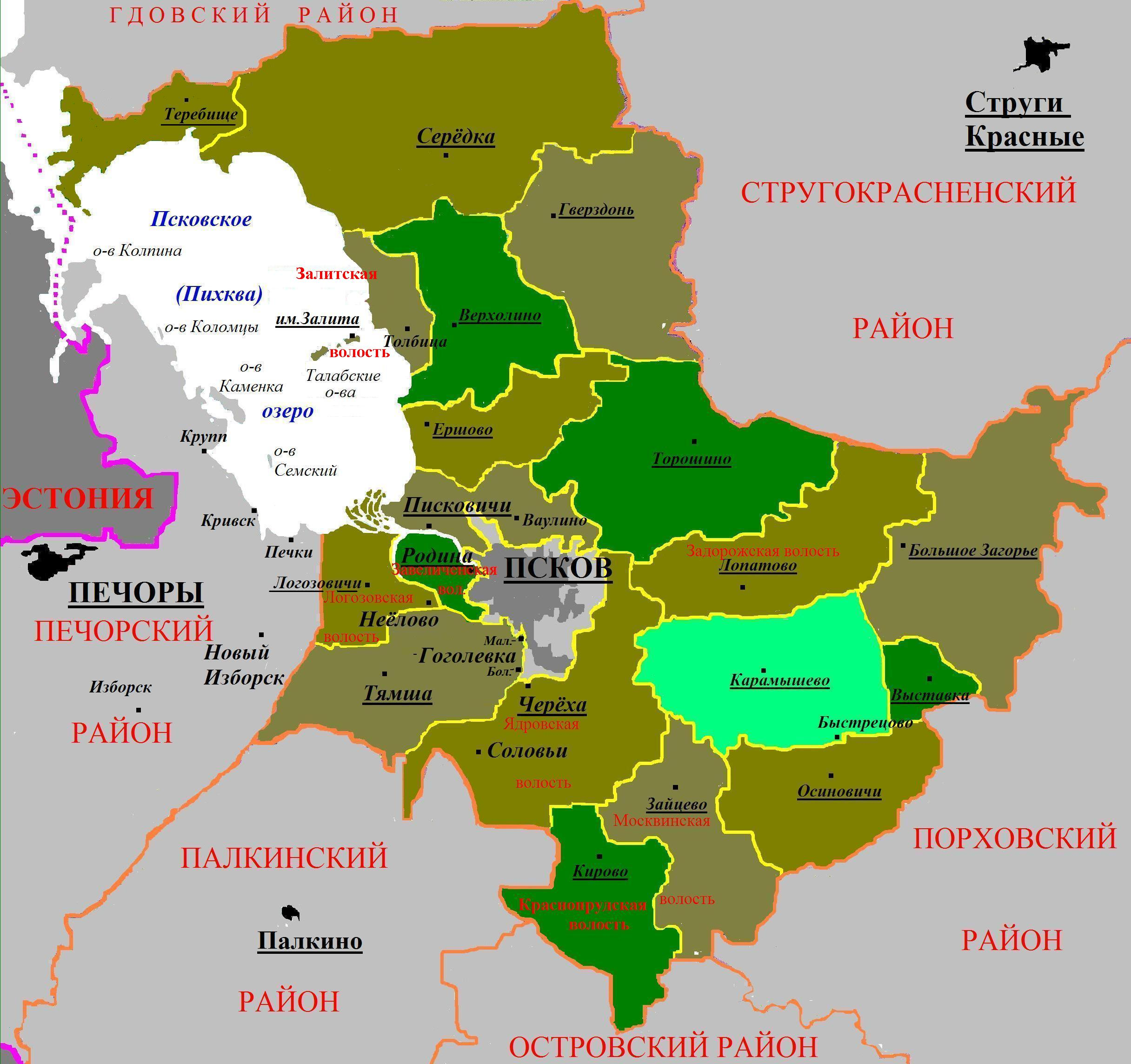
Административное деление Псковского района (2005)

Теребищенская волость — административно-территориальная единица 3-го уровня в составе Псковского района Псковской области РФ, существовавшая в 1995—2005 годах. В 2005 году волость была упразднена в пользу сельского поселения «Серёдкинская волость».

## Предыстория и Теребищенский сельсовет
В составе Гдовского уезда Петербургской губернии на момент 1914 года существовала Серёдкинская волость с центром в селе Маслогостицы (ныне с. Серёдка) на территории современной Серёдкинской волости.
Постановлением Президиума ВЦИК РСФСР от 1 августа 1927 года в составе новообразованного Серёдкинского района (Псковского округа Ленинградской области) были образованы Теребищенский (д.Теребище) и Курокшский (д. Курокша) сельсоветы. В 1944 году они вошли в состав новообразованной Псковской области. Указом Президиума Верховного Совета РСФСР от 16 июня 1954 года Теребищенский и Курокшский сельсоветы были объединены в Теребищенский сельсовет (д. Теребище). Указом Президиума Верховного Совета РСФСР от 14 января 1958 года Серёдкинский район был упразднён, а Теребищенский сельсовет был передан в состав Псковского района.

## Теребищенская волость
Постановлением Псковского областного Собрания депутатов от 26 января 1995 года территории сельсоветов были переименованы в волости, в том числе Теребищенский сельсовет был переименован в Теребищенскую волость.

## Население
Численность населения Теребищенской волости по переписи населения 2002 года составила 254 жителя (по оценке на начало 2001 года — 193 жителей).

## Населённые пункты
Список населённых пунктов Теребищенской волости в 1995 — 2005 гг.:
| #  | деревня       | 2000 г., чел. |
| -- | ------------- | ------------- |
| 1  | Балсово       | 17            |
| 2  | Дуб-Бор       | 27            |
| 3  | Красная Горка | 13            |
| 4  | Кузововщина   | 2             |
| 5  | Курокша       | 11            |
| 6  | Мтеж          | 28            |
| 7  | Нимолва       | 7             |
| 8  | Осатно        | 9             |
| 9  | Пескивицы     | 6             |
| 10 | Теребище      | 72            |
| 11 | Хомутово      | 1             |

В 2005 году, согласно Закону Псковской области «Об установлении границ и статусе вновь образуемых муниципальных образований на территории Псковской области» от 28 февраля 2005 года № 420-ОЗ, Теребищенская волость была упразднена в пользу Серёдкинской волости.